# Zdenka Braunerová
Zdenka či Zdeňka Braunerová, pokřtěna jako Zdislava Rosalia Augusta (9. dubna 1858 Praha – 23. května 1934 Praha), byla česká malířka konce 19. a první třetiny 20. století, známá také jako autorka grafických úprav publikací, autorka statí o soudobých umělcích a organizátorka uměleckého života. Byla patronkou několika českých umělců jako byl Antonín Chittussi, Vilém Mrštík, Julius Zeyer, Miloš Marten, Joža Uprka, František Bílek nebo Jan Zrzavý.

## Život

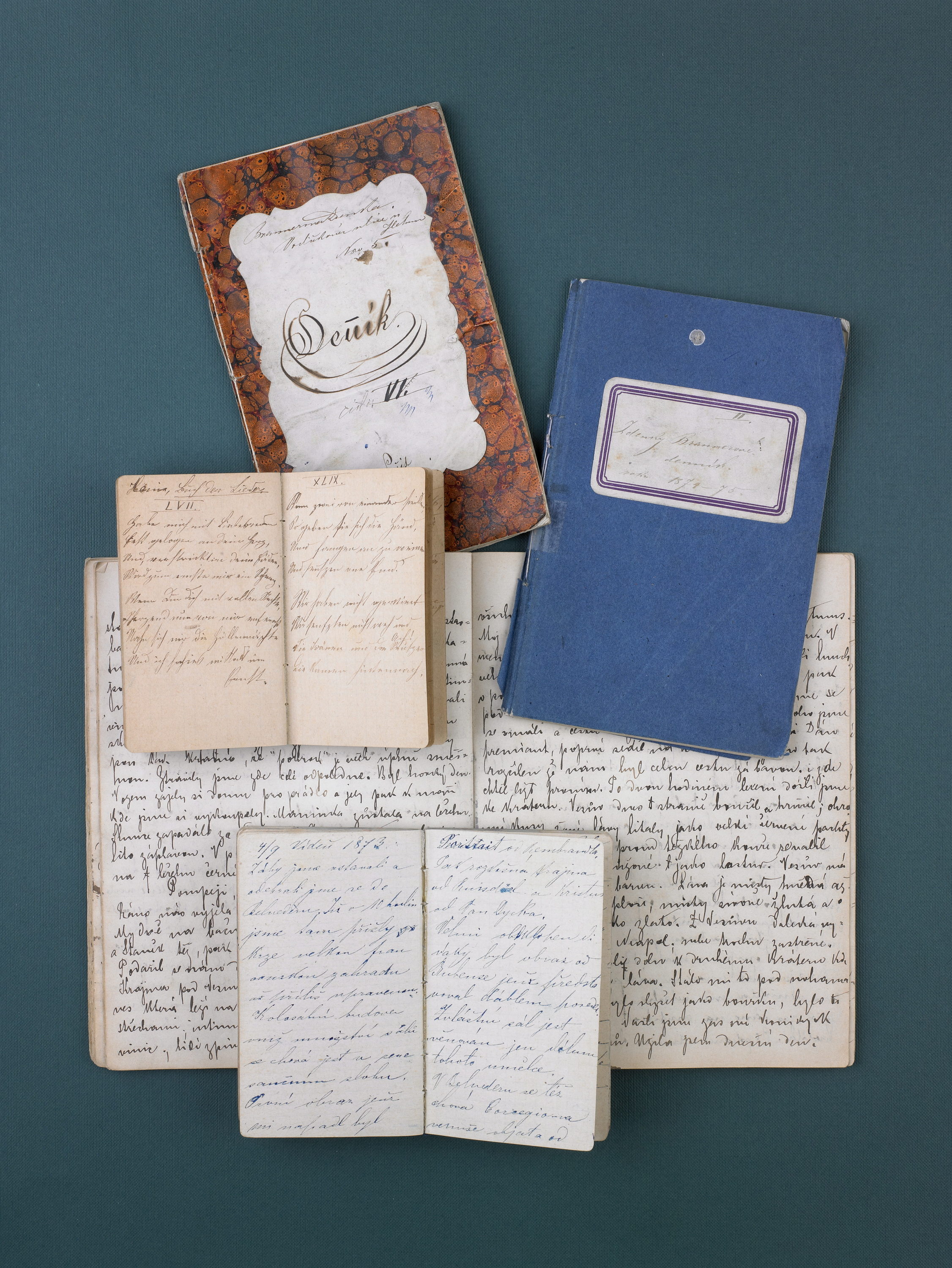
Deníky Zdenky Braunerové z let 1873–1883. (SOkA Praha-venkov)

### Dětství a dospívání
Narodila se do zámožné pražské rodiny jako poslední ze čtyř dětí. Jejím otcem byl advokát a poslanec říšské rady JUDr. František August Brauner, pocházející z mlynářského rodu usazeného v Litomyšli. Matka Augusta Anna Karolina, rozená Neumann (1817–1880), byla dcerou pražského guberniálního úředníka Karla Augusta Neumanna (1771–1866). Pocházela ze starého šlechtického rodu a sama byla amatérskou malířkou. Zdenka zálibu v malování projevovala od raného věku, kdy trávila dlouhé hodiny v dětském pokoji kreslením a malováním. Bratři Vladimír (1853) právník a Bohuslav (1855) chemik, byli úspěšní ve své profesi, sestra Anna (1856) se provdala do rodiny Bourges v Paříži. Dědeček byl vědec, který se zabýval chemií a národním hospodářstvím. Zdenka velmi milovala matku.
Kavárna Union, kde se setkávali čeští literáti a výtvarníci, se nacházela na nároží Nových alejí (nyní Národní třída) a Perštýna v nájemních prostorách domu Braunerovy rodiny. Zde se Zdenka seznamovala s osobnostmi, jako byli Josef Václav Sládek, rodina Palackých, František Ladislav Rieger a jeho dcera Marie nebo Vojta Náprstek a jeho žena Josefa. Stala se také členkou Amerického klubu dam, který organizovala Josefa Náprstková.

### Cesta k malířství
Její mimořádný talent byl brzy rodiči rozpoznán, a proto Zdence umožnili soukromé studium u Amalie Mánesové. U ní rozvíjela své dovednosti a také Amálie v ní viděla talent, který je třeba rozvíjet. Zdenka malování věnovala většinu volného času, což vedlo ke zhoršení jejího prospěchu ve škole. Pokračovala ve studiu malířství na Vyšší dívčí škole, kde byl jejím učitelem Soběslav (Hippolyt) Pinkas.
Aby se zdokonalila v kresbě, navštěvovala soukromé hodiny v ateliéru Františka Ženíška. Nezanedbatelná a inspirující pro ni byla tvorba Julia Mařáka, autora romantických lesních zátiší a krajin. Zásadní vliv v přípravě na budoucí povolání měl Antonín Chittussi, který se stal nejen jejím učitelem, ale také důvěrným přítelem. Je třeba dodat, že se nějaký čas rozhodovala mezi malířstvím a zpěvem.

### Lásky a přátelé
Do Antonína Chittussiho se zamilovala. Oba měli velice podobné zájmy – právě Chittussi přivedl Zdenku ke krajinářství. Láska dospěla skoro až k sňatku, který se ale neuskutečnil z rozhodnutí Zdenky. Ta chtěla s Chittussim žít v rovnocenném svazku dvou nezávislých umělců, kteří se vzájemně inspirují. To si ale Chittussi nedovedl představit.
Ani další láska, tentokrát k Juliu Zeyerovi, o sedmnáct let staršímu umělci, neměla příliš dlouhého trvání. Stejně jako následující vztah k Vilému Mrštíkovi, který se rozpadl těsně před svatbou.

### Pařížské pobyty
V letech 1881–1893 trávila vždy část roku v Paříži. Její budoucí švagr, spisovatel Élémir Bourges, ji seznámil s některými skvostnými díly Francie a představil ji několika předním francouzským umělcům, jako byl Maurice Maeterlinck, Anatole France a jiní.
Dostala šanci, kterou samozřejmě využila, na ženské výstavě v Champs Elysées a v roce 1890 v Salonu na Champs de Mars. Paříž se jí stala druhým domovem (v letech 1881 a 1885–1893), kdy navštěvovala soukromou akademii Collarossi (prof. Gustave Curtois). Pobývala v umělecké kolonii v Samois, jejímiž členy byli např. Joris Karl Huysmans, Stéphane Mallarmé, Anatole France, Odilon Redon, James Whistler, bratři Victor a Paul Marguerittové, později Auguste Rodin a Paul Claudel. Zdenku francouzské umění mimořádně zaujalo a inspirovalo, ale i přesto měla stále v srdci vlastenectví obou rodičů. Odloučena od domova prožívala lásku k vlasti o to silněji. To se projevilo i v jejích vystoupeních v Paříži, kdy tančila v českém kroji a zpívala české národní písně. Tak se snažila přiblížit českou kulturu a umění obyvatelům Francie. To se do značné míry podařilo, inspirovala spoustu francouzských umělců a navázala tam i řadu trvalých přátelství. V roce 1886 podnikla studijní cestu do

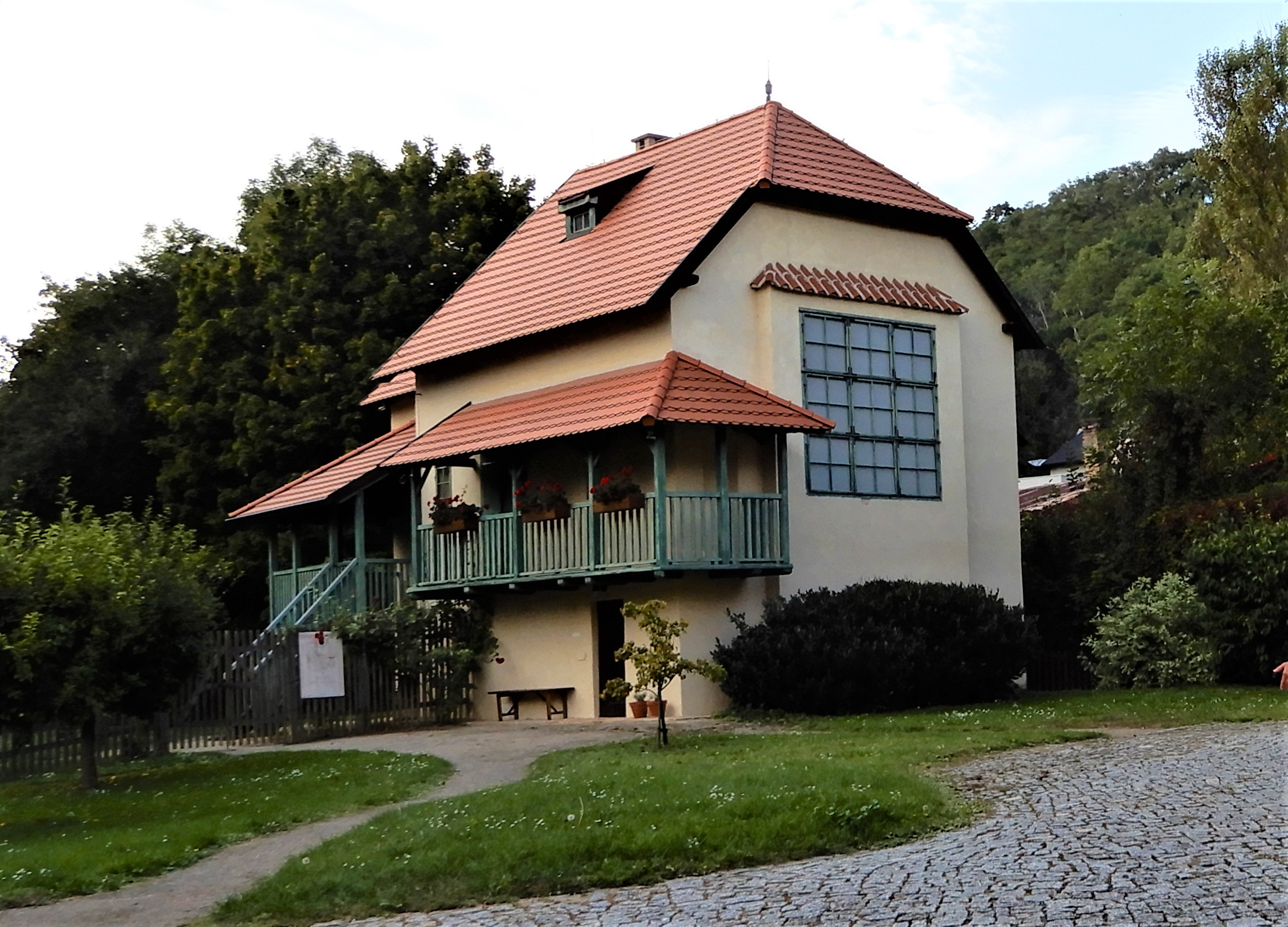
Ateliér Zdenky Braunerové v areálu Braunerova mlýna v Roztokách u Prahy

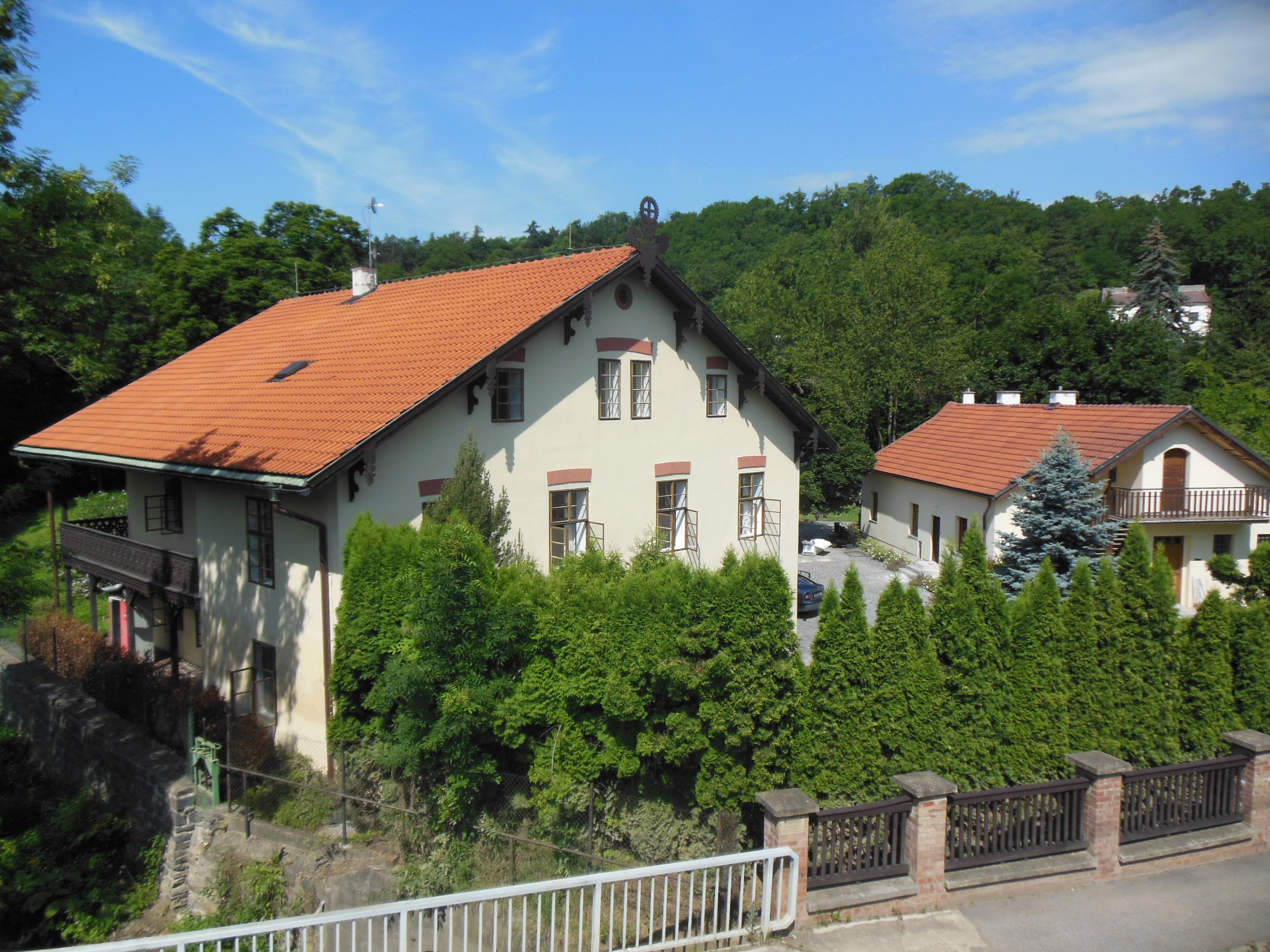
Braunerův mlýn v Roztokách u Prahy

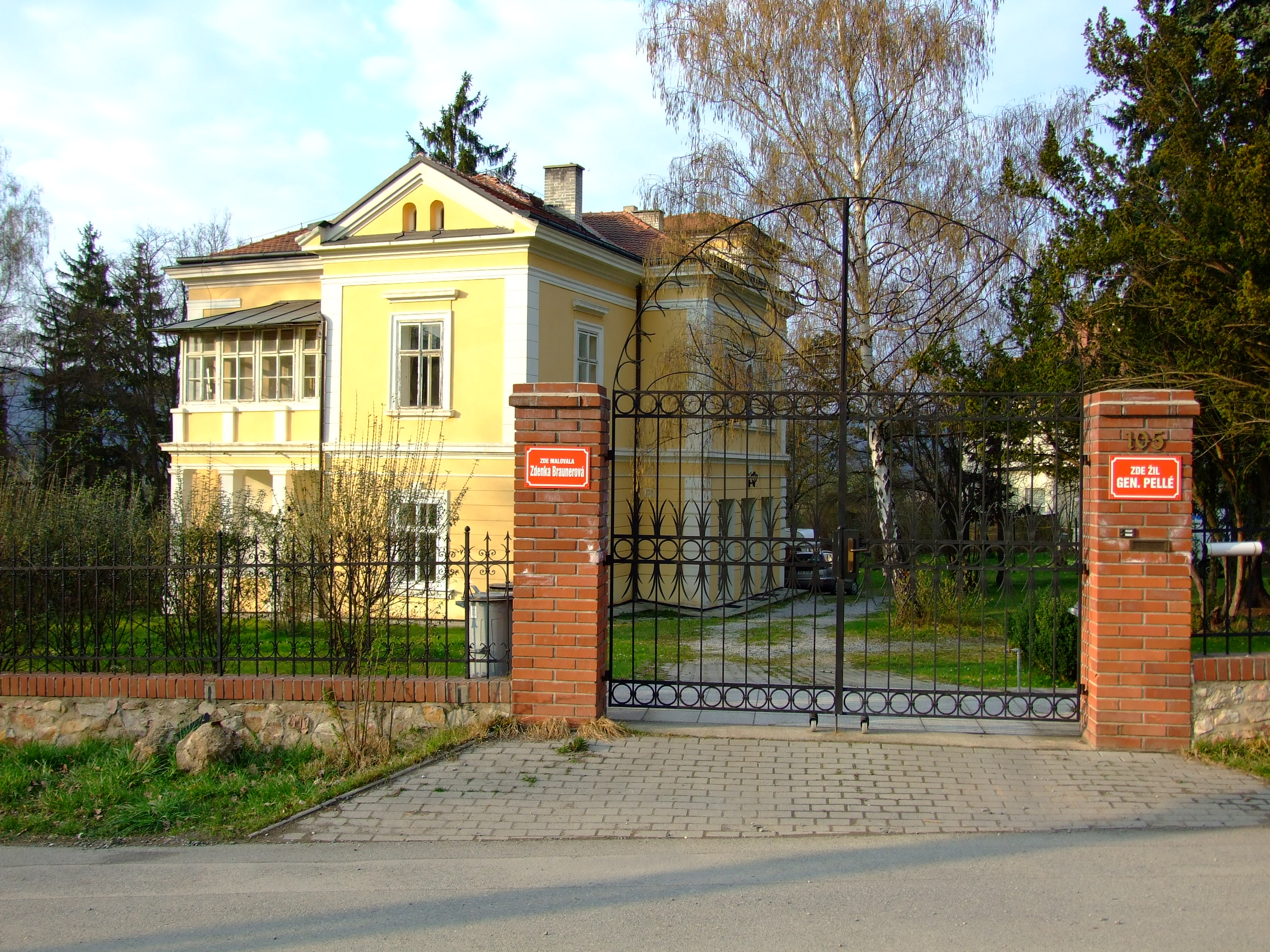
Vila v Dobřichovicích (Dobřichovice-Brunšov, okres Praha-západ. Ulice Krajníkova, dům čp. 105 proti vyústění ulice Generála Pellé.) Dům je označen tabulkami „Zde malovala Zdenka Braunerová“ a „Zde žil gen. Pellé“. (Maurice Pellé)

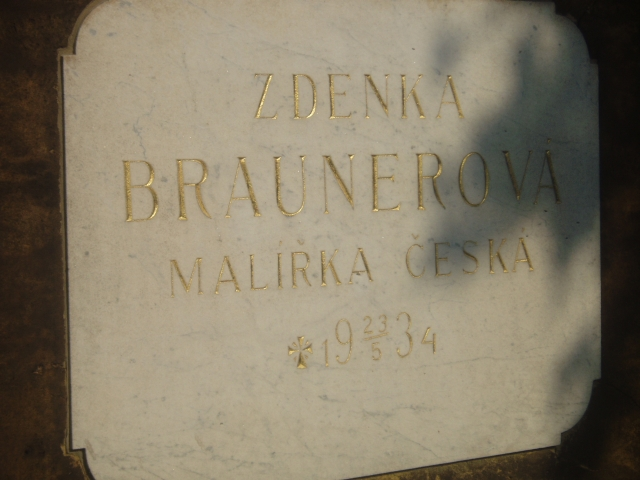
Hrob Zdenky Braunerové na Vyšehradském hřbitově

Londýna.

### Pobyt v Roztokách
Braunerová tvořila často v Roztokách u Prahy, kde si dala roku 1904 postavit ateliér na dvoře Braunerova mlýna, aby měla klid na práci. Spoléhala na své přátele, s kterými trávila ráda celé hodiny. Mezi ně patřili mj. Paul Claudel, francouzský básník a dramatik, který působil nějaký čas v Praze jako konzul. Naučila ho chápat českou duši a umění. Stala se inspirací k jeho knize Obrazy svatých z Čech.

### Moravské Slovácko a Rodinova návštěva
Po návratu do Čech se zabývala lidovým uměním a soustředila se zejména na kulturu Slovenska a moravského Slovácka, kde několikrát s radostí pobývala. Obdivovala a měla ráda venkovský lid, pozorovala jeho tradice a viděla v nich největší poklad národa. V roce 1902 doprovodila na Slovácko, spolu s Alfonsem Muchou a dalšími umělci, francouzského sochaře Augusta Rodina. Podstatným zdrojem informací byl i její deník a skicáky, kam si zaznamenávala důležité údaje, které vylepšovala obrázky.

### Závěr života
Zdenka Braunerová bydlela v Praze na Malé Straně ve Všehrdově ulici. Tam také zemřela 23. května 1934 a je pohřbena na Vyšehradském hřbitově. V září 1934 uspořádal Hollar její posmrtnou výstavu.

## Zdenka Braunerová a stará Praha
V souvislosti s Pražskou asanací se roku 1902 stala aktivistkou za záchranu staré Prahy.
Na druhý den po stržení mariánského sloupu (4. listopadu 1918) položila na podstavec kolem jeho trosek veliký věnec. Ozdobila ho smutečním závojem a vizitkou se slovy „Plným jménem protestuje Zdenka Braunerova“. Později k tomu dodala: „Nemohla jsem více učiniti, abych bolest svoji utišila a urážku Matce Boží ve tvář vmetenou částečně napravila. Čekala jsem, že někdo z davu se na mne vrhne, uhodí, ale nestalo se tak. Přiznávám se, byla bych i tu ránu ráda snesla pro své přesvědčení. A protože se nebojím, vložila jsem do věnce svou navštívenku.“
Roku 1923 se stala jednatelkou Odboru pro rekonstrukci mariánského sloupu Lidové akademie.

## Současníci o Zdence Braunerové
Jan Zrzavý se o Zdence Braunerové zmínil jako o „…neobyčejné ženě, vtipné, vzdělané, originální.“ Pokračoval: „Měla báječný vkus, pronikavý rozum a zvláštní půvab. Když jsem ji poznal, bylo jí šedesát. Pro slovo nešla daleko. Veselí a optimismus měla jako málokterý člověk. Dodávala mi víru a chuť do života.“

## Dobročinnost
Podílela se na založení pražských poboček spolku České srdce na pomoc válečným sirotkům, dětem i vdovám. Organizovala dobročinné bazary, na nich prodávala výtvarné a rukodělné práce, vytvořené kroužkem pražských dam.

## Dílo

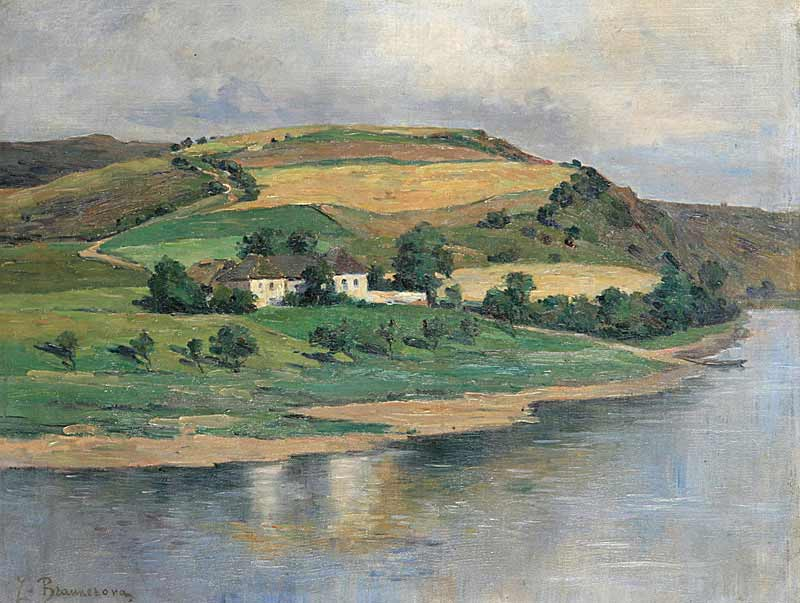
V ohbí řeky (Tříkrálka)

Její dílo je velice různorodé. Nejprve se zabývala malbou, později se stala vyhlášenou grafičkou a občas se věnovala i malířské výzdobě a designu skla.
Prakticky zakladatelský význam má práce Zdenky Braunerové v oblasti knižní grafiky a její úsilí o pečlivé estetické vybavení knihy. Vyvinula vlastní ornamentální jazyk, v němž využívala symbolů z různých kulturních oblastí, (od lidových kreseb z Česka, i Slovenska až po orientální motivy).
Spolupracovala s Vilémem Mrštíkem v boji proti pražské asanaci. Vytvořila titulní stranu jeho manifestu Bestia triumphans z roku 1897. Starou Prahu zobrazila v některých grafických listech.
Svým osobitým stylem, neobvyklou energií, všestranností a hlubokým vzděláním na sebe upoutala pozornost umělců své doby. Mezi ně patřil například dvacetiletý František Bílek, kterého doprovázela při jeho první cestě do Paříže, Jan Zrzavý, Joža Uprka, které podporovala i finančně. Svým příkladem nezávislé samostatné ženy-umělkyně inspirovala umělkyně po celá desetiletí.

### Knižní grafika
- Vojta Náprstek – přednáška Julia Zeyera k sedmdesátým jeho narozeninám. Praha: František Šimáček, 1896
- Pohádka máje – Vilém Mrštík. Praha: Jan Otto, 1897
- Edvard Munch – Miloš Marten. Praha: vlastním nákladem, 1905
- Cyklus Rozkoše a Smrti – M. Marten. Praha: Bedřich Kočí, 1907 — Praha: Ladislav Kuncíř, 1925
- Emaily, čalouny, sklo: Kněžna Marie Teniševá, Ory, Robin, Zdeňka Braunerová – Miloš Marten. Praha: Topičův salon, 1909
- Kniha silných: umělci a básníci: essaie – M. Marten. Praha: Kamilla Neumannová, 1909
- Polední úděl – Paul Claudel; za souhlasu autora přeložil M. Marten. Praha-Olšany: K. Neumannová, 1910
- K stínům: básně – Růžena Jesenská. Praha: Růžena Jesenská, 1912
- Z nepřístupných zahrad: prosa – R. Jesenská. Berlin: Richard Bong, c1912
- Zvěstování Panny Marie: Mysterium o 4 dějstvích a prologu – Paul Claudel; se souhlasem autorovým přeložil M. Marten. Praha: Scena, 1913
- Dravci: tři novelly – M. Marten. Praha: Grafická edice, 1913
- Dámská knížka – Felix Poppenberg; přeložila Klementa Krecarová. Praha: F. Adámek, 1913
- Akkord: Mácha-Zeyer-Březina – M. Marten. Praha: B. Kočí, 1914 — Praha: L. Kuncíř, 1929
- Kyvadla věčnosti: románová truchlohra ve třech částech. Část III. – Jaroslav Maria. Praha: J. Otto, 1920
- Wodnjk: pohádka – M. Marten. Litomyšl: Josef Portman, 1922
- Jediné dílo: essay – Otokar Březina; lept Jan Konůpek a dřevoryty Zdenka Braunerová. Litomyšl: J. Portman, 1923
- Nemocný a vůně: pohádka – M. Marten; ilustrace Z. Braunerová, J. Konůpek. Litomyšl: J. Portman, 1925
- Pan Antonín Macek. Praha II, Hybernská 17. 3. 13 – M. Marten. [S. I.] Karel Zink, 1925
- Rukověť sběratelova – Jan Maria Augusta. Praha: L. Bradáč, 1927
- Dvě novely: Cortigiana; V aleji – M. Marten. 1927 Praha: L. Kuncíř
- Mladý kouzelník: pohádka – M. Marten; lept J. Konůpek a dřevoryty Z. Braunerová]
- Noa-Noa: essay – M. Marten. Litomyšl: J. Portman, 1928
- Život svatého Václava – k tisícímu výročí jeho mučednické smrti napsal František Dvorník. Praha: Výbor jubilejních oslav, 1929
- Legenda o svaté Eufrosině: z knihy L’etui de nacre – Anatole France; přeložil a upravil Karel Dyrynk. Praha: Karel Dyrynk, 1930
- Tři krůpěje – Jaroslav Maria. Praha: Trianon Dr. Prokop Toman ml., 1930
- Několik listů z válečného roku 1915 – M. Marten. Litomyšl: J. Portman, 1933

### Texty
- Práce moje – to modlitby neumělé, čisté však a kající [grafika] – Fr. Bílek; napsala úvod. Prostějov: Karel Dostál Lutinov, 1898
- František Bílek a jeho dílo: 32 reprodukcí v textu a 2 světlotiskové přílohy – text. Praha: Spolek výtvarných umělců Mánes, 1900
- Zahrada Mariánská od Julia Zeyera: recitace s obrazy na Strahově, 20., 21., 22. listopadu 1926: program slavnosti – napsala program. Praha: vlastním nákladem, 1926
- Kolem Pohádky máje a prvního jejího vydání – Praha: J. Otto, 1930
- Přátelství z konce století: vzájemná korespondence F. X. Šaldy se Zdenkou Braunerovou – úvodem a poznámkami opatřil Vladimír Hellmuth-Brauner. Praha: Společnost F. X. Šaldy, 1939
- Přátelství básníka a malířky: vzájemná korespondence Julia Zeyera a Zdenky Braunerové – uspořádal V. Hellmuth-Brauner. Praha: Vyšehrad, 1941
- Korespondence ... s A. Bourgesovou, rozenou Braunerovou (1894–1897) – Praha: archiv Národního muzea, 1963
- Antonína Chittussiho léta učednická: ze styků Antonína Chittussiho s Augustou a Zdenkou Braunerových – Vladimír Hellmuth-Brauner. Roztoky: Oblastní muzeum, 1966/1968
- Věřte v mé přátelství: dialog z korespondence Julia Zeyera a Zdenky Braunerové – sestavil Josef Protiva. Praha: Dilia, 1979

### Výstavy
- Souborná výstava Zdenky Braunerové: malby, kresby, grafika a knihy – úvod Václav Vilém Štech. Praha: SČUG Hollar, 1932
- 103. aukce obrazů českých (Čermák, Chvála, Chittussi, Kalvoda, Kaván, Mařák, Orlík, Piepenhagen, Šetelík, Tomec, Ullik aj.) a starých holandských mistrů, grafiky (Bílek, Braunerová, Boettinger, Kobliha, Stretti, Šimon, Štursa aj.) ... Od 31. srpna do 7. září – Praha: Umělecká aukční síň Z. Jeřábka, 1934
- 104. aukce obrazů českých (Čermák, Mařák, Orlík, Piepenhagen, Quast, Štursa, Šetelík, Švabinský, Ullmann, Ullik aj.) a starých holand. mistrů, grafiky (Bílek, Braunerová, Boettinger, Kobliha, Kremlička, Šimon, Švabinský aj.) ... Od 2. října do 8. října – Praha: Umělecká aukční síň Z. Jeřábka, 1934
- 105. aukce obrazů českých (Aleš, Grund, Hawránek, Honsa, Lhota, Marold, Orlík, Piepenhagen, Quast, Švabinský, Ullik aj.) a starých holandských mistrů, grafiky (Braunerová, Boettinger, Kremlička, Orlik, Šimon, Švabinský aj.) ... Od 7. listopadu do 13. listopadu – Praha: Umělecká aukční síň Z. Jeřábka, 1934
- Stá členská výstava grafiky, kreseb a obrazů s výběrem prací zemřelých členů Zd. Braunerové a B. Jaroňka: Obecní dům hlav. města Prahy, září – předmluvu napsal Jan Rambousek. Praha: Sdružení českých umělců grafiků (SČUG) Hollar, 1934
- Souborná výstava Zdenky Braunerové: malby, kresby, grafika a knihy – V. V. Štech. Praha: Krasoumná jednota, 1935?
- 107. aukce obrazů českých (Březina, Kalvoda, A. Mánes, Orlík, Quast, Úprka aj.) a starých holand. mistrů, grafiky (Braunerová, Kremlička, Orlík, Stretti, Šimon, Skramlík, Švabinský aj.) ... Od 13. ledna do 21. ledna – Praha: Umělecká aukční síň Z. Jeřábka, 1935
- 108. aukce obrazů českých (Blažíček, Lolek, Mašek, Quast, Panuška, Piepenhagen aj.) a starých holand. mistrů, grafiky (Braunerová, Kremlička, Šimon, Švabinský aj.) ... Od 14. února do 20. února – Praha: Umělecká aukční síň Z. Jeřábka, 1935
- 109. aukce obrazů českých (Barvitius, Engelmüller, Knüpfer, Lolek, Mánes J., Mašek, Quast, Piepenhagen, Švabinský, Tomec, aj.) a starých holandských mistrů, grafiky (Braunerová, Kremlička, Orlík, Šimon, Švabinský aj.) ... Od 19. března do 26. března – Praha: Umělecká aukční síň Z. Jeřábka, 1935
- 110. aukce obrazů českých (Boettinger, Engelmüller, Hirschely, Hudeček, Marold, Oliva, Piepenhagen, Šetelík aj.) a starých holand. mistrů, grafiky (Braunerová, Goya, Švabinský, Váchal, Úprka aj.) ... Od 22. dubna do 29. dubna – Praha: Umělecká aukční síň Z. Jeřábka, 1935
- Grafika a kresby z pozůstalosti Zdenky Braunerové 1858–1934: Síň Hollara, září – Eva Ročáková. Praha: SČUG Hollar, 1949
- Zdenka Braunerová: ilustrace; seznam vystavených prací. Roztoky: Středočeské muzeum, 1974
- Zdenka Braunerová: grafika a kresby: září–říjen – úvodní text napsala a výstavu připravila Věra Laštovková. Liberec: Oblastní galerie, 1978
- Evropské malířství 19. století: styl okružní třídy secese: 19. září–27. října – Jaroslav Kačer. Brno: Moravská galerie, 1985
- Zdenka Braunerová (1858–1934): grafika a kresby – Jiří Machalický; 6. 3.–31. 3. Praha: Galerie Hollar, 1996
- Zdenka Braunerova: přátelství a lásky: výstava 30. 5.–1. 9. – texty katalogu Iva Janáková, Mariška Sandiford-Pellé, Jan Šícha, Věra Šusová. Praha: Památník národního písemnictví (PNP), 1996
- Z Paříže do Českého ráje [grafika]: Zdenka Braunerová: 6. března–10. května. Semily: Muzeum a Pojizerská galerie, 1998
- Zdenka Braunerová [grafika]: 1858–1934: Rok Zdenky Braunerové ve Středočeském muzeu v Roztokách u Prahy 9. dubna–10. srpna. Roztoky: Středočeské muzeum, 2008
- Odkaz Zdenky Braunerové pro českou bibliofilii: 30. 7.–24. 8. Praha: SČGU Hollar, 2008
- Akordy modernosti české krajinomalby a plastiky přelomu 19. a 20. století – autorka výstavy a publikace Sandra Baborovská, Galerie hlavního města Prahy
- Jiřinkové slavnosti [grafika]: cesta za medailí Zdenky Braunerové: 8. září – Roztoky: Středočeské muzeum, 2012
- Maurice Pellé – Zdenka Braunerová: cesty osudů mezi Čechami a Francií – průvodce výstavou – texty: Marcela Šášinková. Roztoky: Středočeské muzeum, 2015

## Galerie

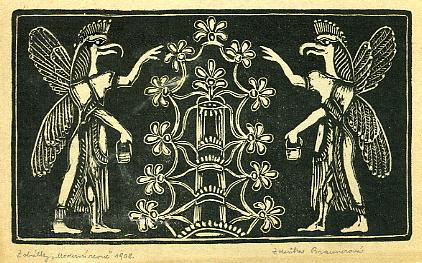
Dvě mýtické postavy (1908)
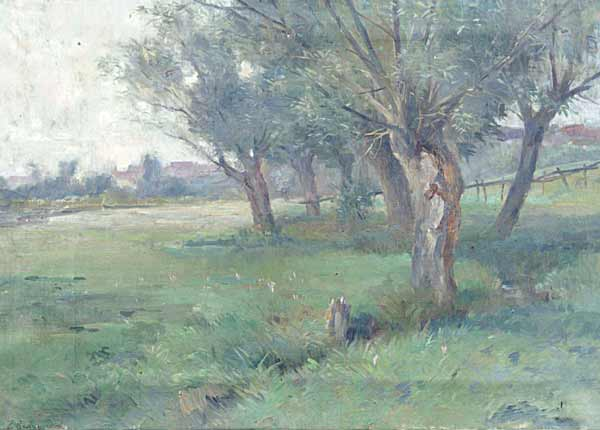
Krajina s vrbami
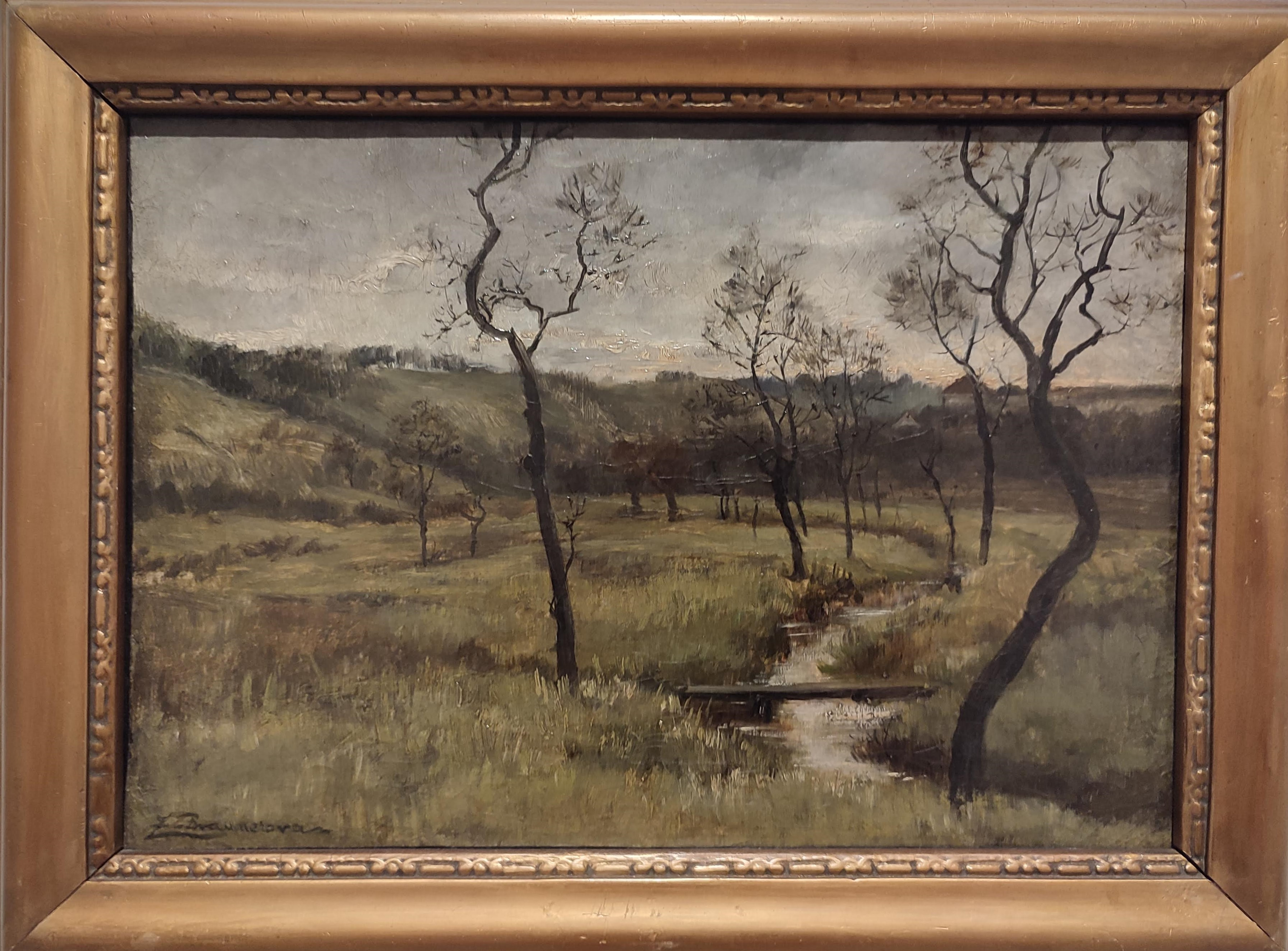
Krajina u Roztok
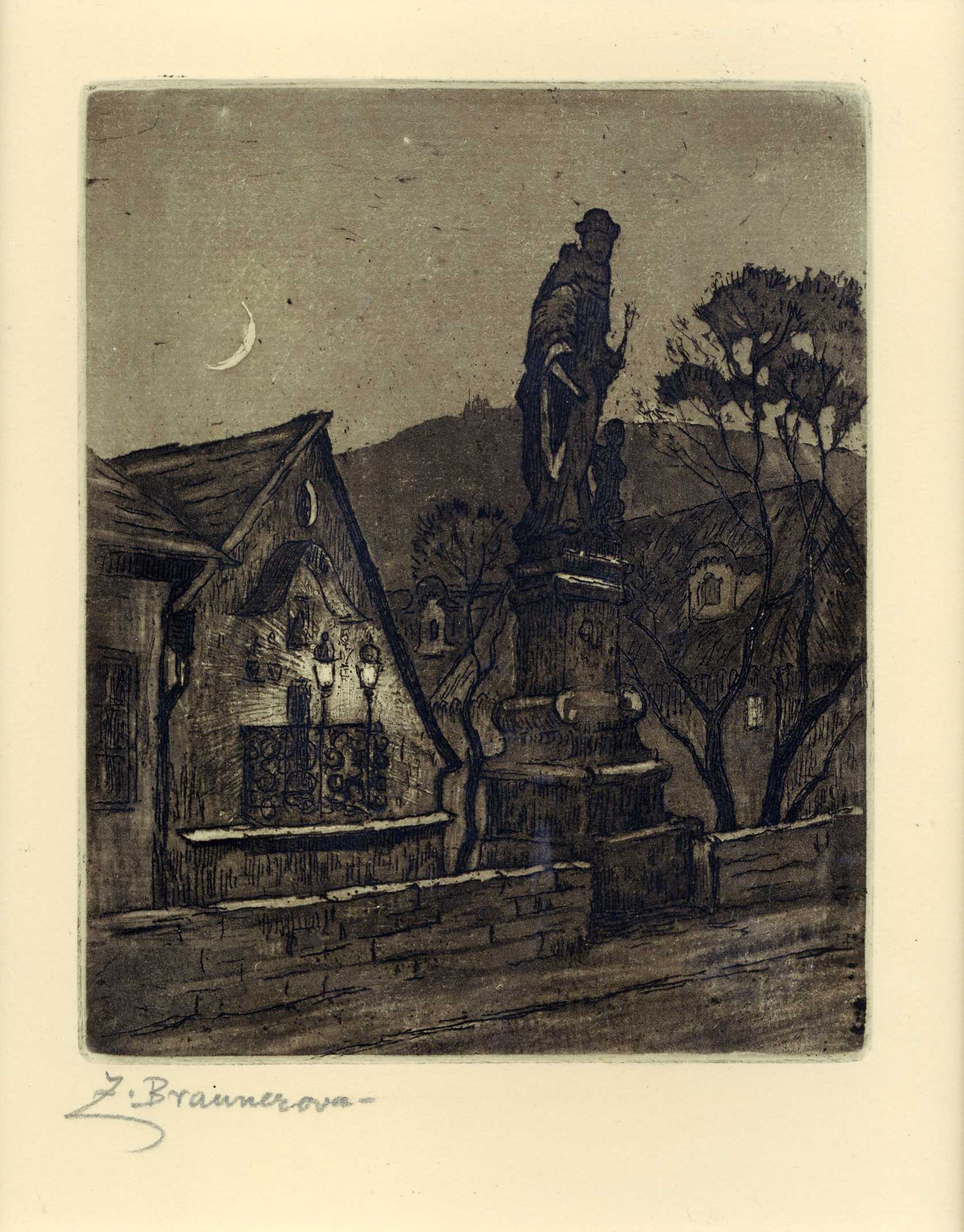
Večer nad Kampou (akvatinta 1907/1908)
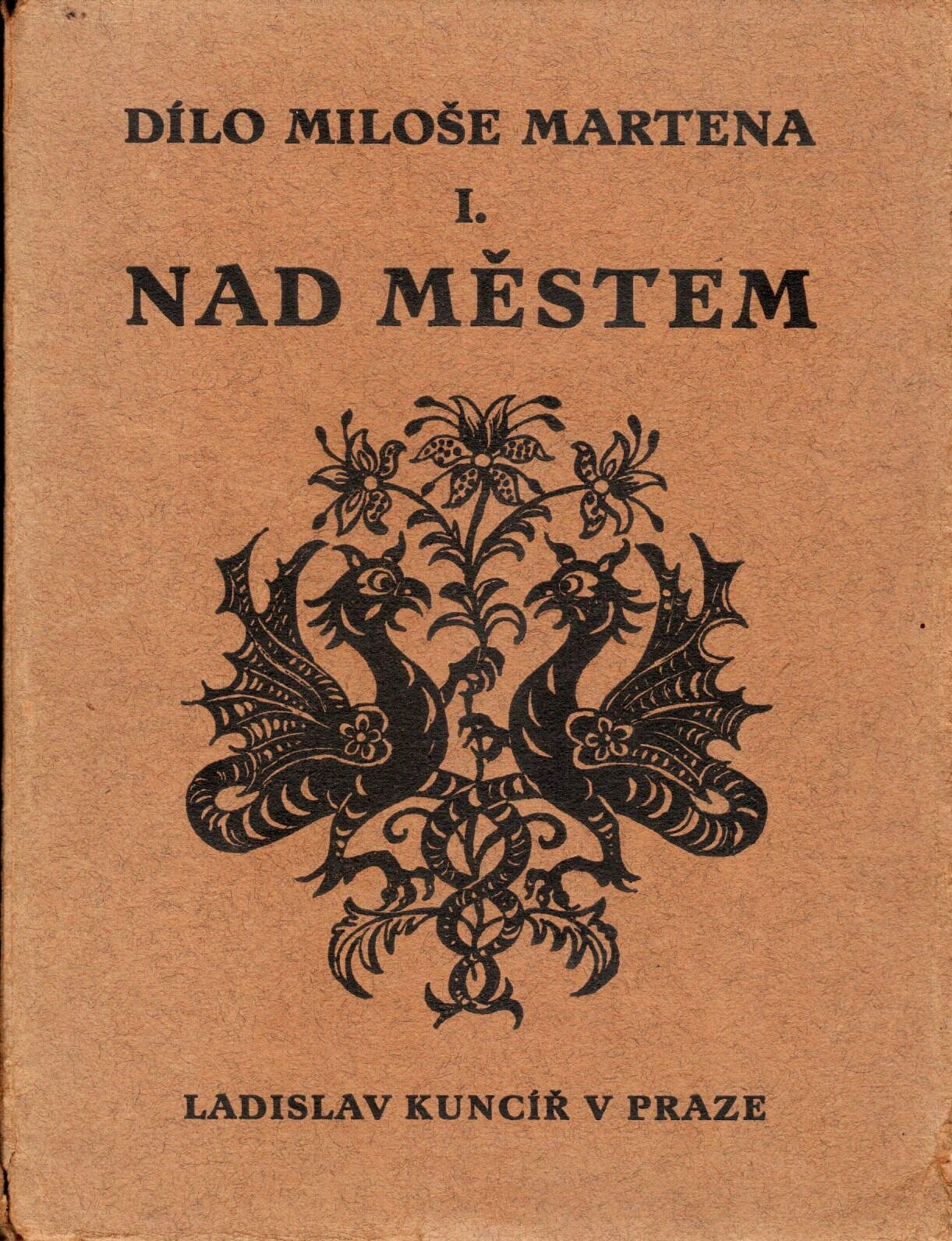
Titulní list Zdenky Braunerové ke knize Miloše Martena Nad městem, 1924